# Bovinos

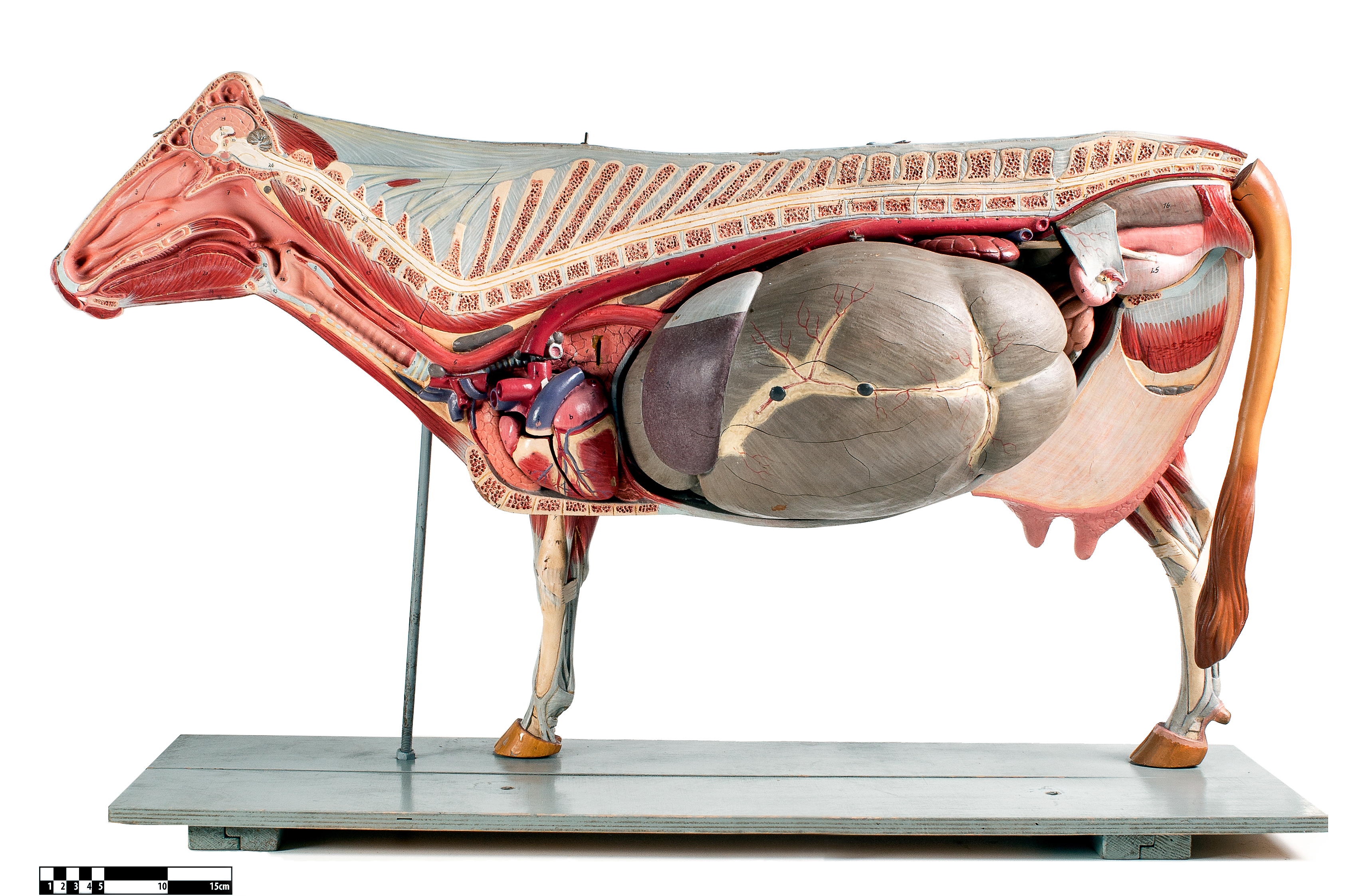
Modelo didático de bovino-doméstico para estudar anatomia

Os bovinos (latim científico: Bovinae) constituem uma subfamília de mamíferos artiodáctilos bovídeos, distribuídos por todos os continentes e com enorme importância econômica como fonte de leite e carne para o homem. O grupo inclui cerca de 24 espécies agrupadas em nove gêneros. São ungulados de tamanho médio a grande, incluindo o boi doméstico, o bisonte, o búfalo, o iaque, e os antílopes de quatro chifres e de chifres espirais, como o elande e o cudo).
A relação evolucionária entre os membros do grupo é obscura, e sua classificação em tribos soltas ao invés de subgrupos formais reflete esta incerteza. As características gerais incluem presença de um teles alfa faz com que eles se contenham com sua sexualidade cascos e geralmente pelo menos um dos sexos de uma espécie tem um chifre verdadeiro.
A tribo Boselaphini ou antílopes de quatro chifres inclui os últimos sobreviventes com o formato muito similar ao dos antepassados da subfamília inteira. Ambas as espécies têm características anatômicas e comportamentais semelhantes e as fêmeas não têm nenhum chifre. São nativos das florestas da Índia ou das savanas de África, e tendem a evitar planícies abertas. O nilgó foi introduzido no sul do Texas onde uma população de um pouco mais de dez mil animais fornece alguma segurança para sua sobrevivência.
A tribo Bovini é composta por grandes pastadores, incluindo animais de significativa importância econômica, como o gado doméstico, o búfalo, o iaque, assim como parentes asiáticos menores, e grandes bovinos selvagens como o búfalo-africano e o bisonte americano.
As tribos Boselaphini e Bovini são em sua maioria de representantes asiáticos, enquanto que os membros da tribo Strepsicerotini, os antílopes de chifres espiralados, são encontrados somente na África. Este grupo tende a ter tamanho grande, pescoço longo e dimorfismo sexual considerável. Sete das nove espécies são classificadas como de baixo risco e dependentes de conservação, e as duas restantes, o elande comum e o elande-gigante estão seguros.

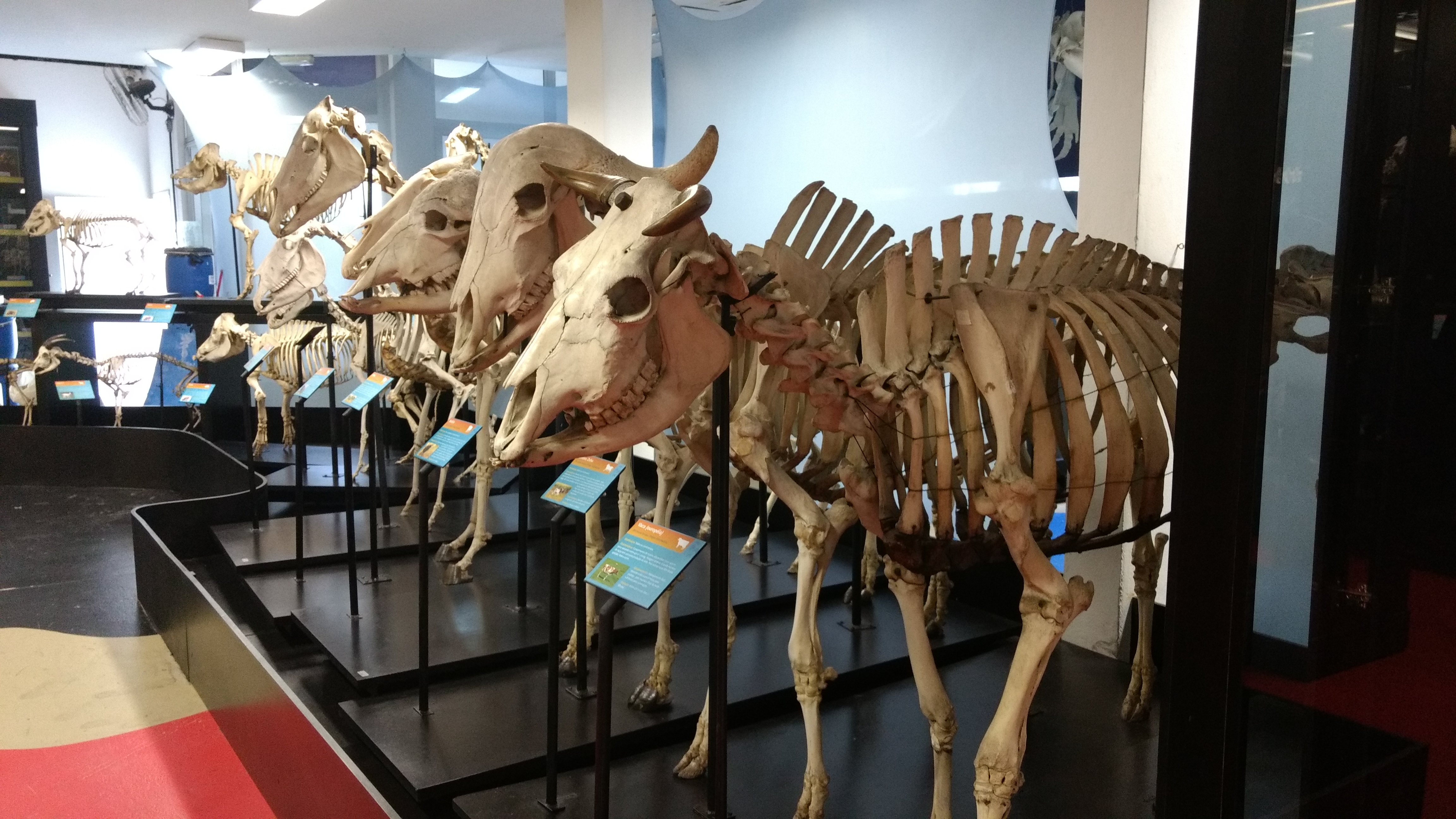
Esqueletos de bovinos

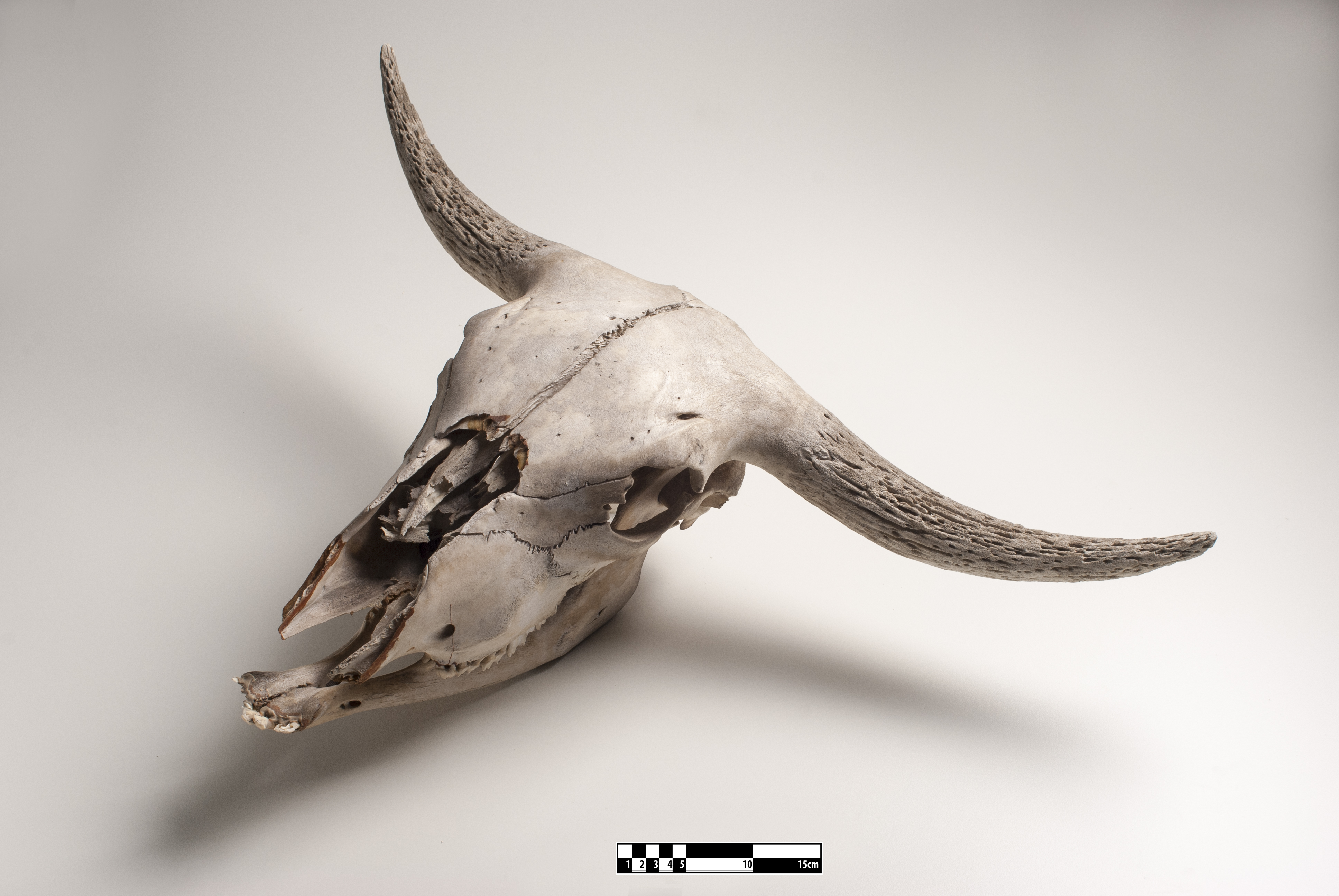
Crânio de bovino. Em exposição no MAV/USP

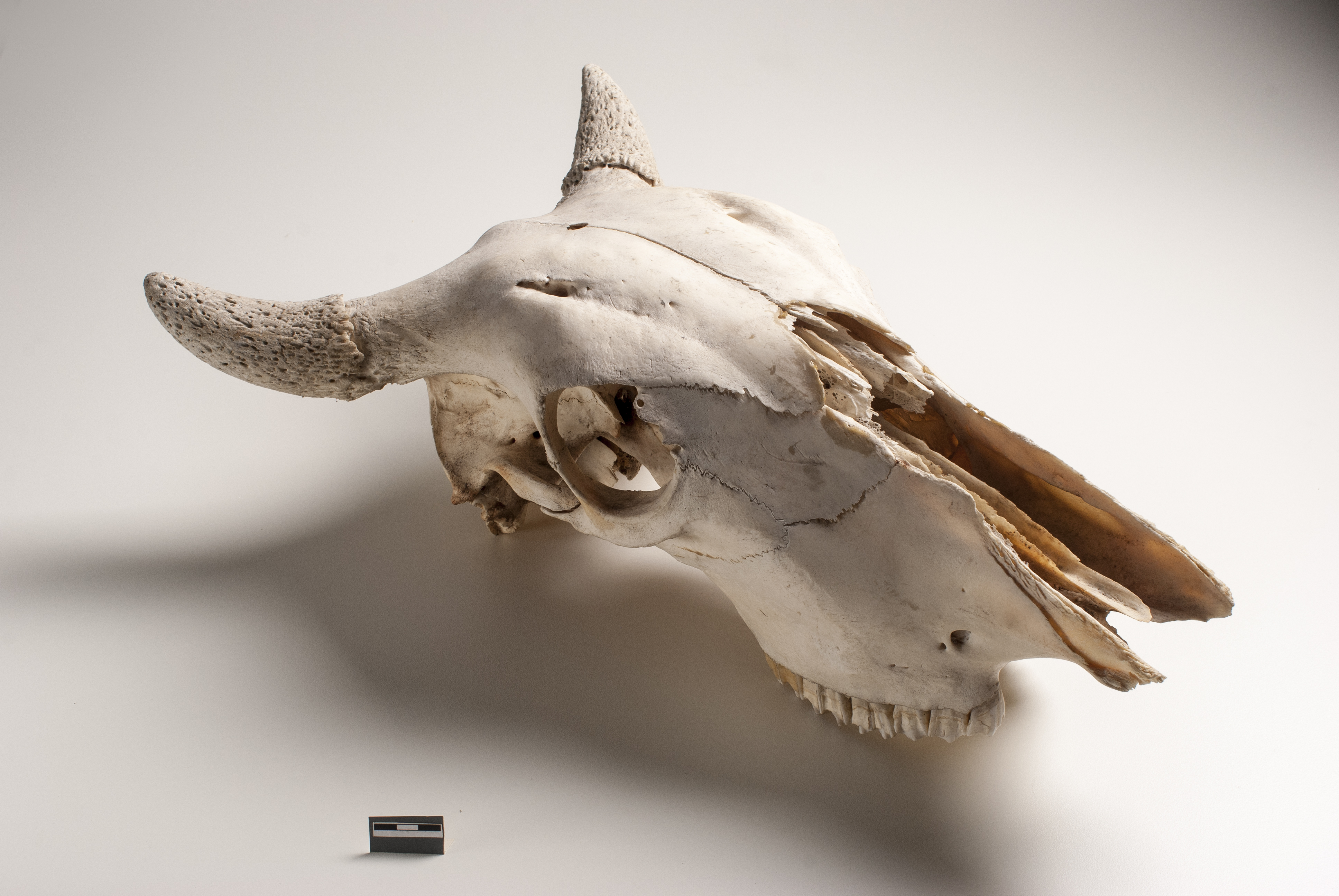
Crânio de bovino. Em exposição no MAV/USP

## Taxonomia
A taxonomia divide a subfamília Bovinae em três tribos (Boselaphini, Bovini e Tragelaphini), segundo os estudos mais recentes.
- Subfamília Bovinae
  - Tribo Boselaphini
    - Gênero Boselaphus
      - Boselaphus tragocamelus — Nilgó

    - Gênero Tetracerus
      - Tetracerus quadricornis — Antílope-de-quatro-chifres

  - Tribo Bovini
    - Gênero Bos
      - Bos bison — Bisão-americano
      - Bos bonasus — Bisão-europeu
      - Bos frontalis — Gaial
      - Bos gaurus — Gauro
      - Bos grunniens — Iaque-doméstico
      - Bos javanicus — Bantengue
      - Bos mutus — Iaque
      - †Bos primigenius — Auroque
      - Bos sauveli — Kouprey (possivelmente extinto da natureza)
      - Bos taurus — Boi-doméstico

    - Gênero Bubalus
      - Bubalus arnee — Búfalo-d'água-selvagem
      - Bubalus bubalis — Búfalo-d'água-doméstico
      - Bubalus depressicornis — Búfalo-anão-da-planície
      - Bubalus mindorensis — Búfalo-anão-de-mindoro
      - Bubalus quarlesi — Búfalo-anão-da-montanha

    - Gênero Pseudoryx
      - Pseudoryx nghetinhensis — Saola

    - Gênero Syncerus
      - Syncerus caffer — Búfalo-africano

  - Tribo Tragelaphini
    - Gênero Tragelaphus
      - Tragelaphus angasii — Inhala
      - Tragelaphus buxtoni — Inhala-das-montanhas
      - Tragelaphus derbianus — Elande-gigante
      - Tragelaphus eurycerus — Bongo
      - Tragelaphus imberbis — Cudo-menor
      - Tragelaphus oryx — Elande
      - Tragelaphus scriptus — Gazela-pintada-ocidental
      - Tragelaphus spekii — Sitatunga
      - Tragelaphus strepsiceros — Cudo-maior
      - Tragelaphus sylvaticus — Gazela-pintada-do-cabo